# Zhuqinia jingwanae
Genre
Espèce
Zhuqinia jingwanae, unique représentant du genre Zhuqinia, est une espèce de collemboles de la famille des Entomobryidae.

## Distribution
Cette espèce est endémique d'Australie.

## Publication originale
- Zhang, Ma & Greenslade, 2017 : New Australian Paronellidae (Collembola) reveal anomalies in existing tribal diagnoses. Invertebrate Systematics, vol. 31, no 4, p. 375-393.